# پالاپاتولا
پالاپاتولا (به لاتین: Palapathwela) یک منطقهٔ مسکونی در سری‌لانکا است که در ناحیه متاله واقع شده‌است. پالاپاتولا ۱٬۹۸۹ نفر جمعیت دارد و ۳۶۳ متر بالاتر از سطح دریا واقع شده‌است.